# Генріх V (фільм, 1989)
«Генріх V» (англ. Henry V) — історичний драматичний кінофільм британського режисера та актора Кеннета Брани 1989 року. Екранізація п'єси Вільяма Шекспіра «Генріх V». Фільм здобув премії «Оскар» за найкращі костюми (ще дві номінації — найкращому режисеру та найкращому актору), премію Британської кіноакадемії за режисуру, дві премії «Фелікс».

## Сюжет
Фільм починається з рефрену: людина в сучасному одязі представляє тему постановки. Він йде через порожню кіностудію і закінчує свій монолог, відкривши двері, щоб почати основну дію. Рефрен повторюється кілька разів протягом фільму, його виступи допомагають пояснити і просувати дію.

## У ролях
- Кеннет Брана — Генріх V (король Англії)
- Ієн Голм — Флюеллен, валлійський офіцер в армії короля Генріха
- Крістіан Бейл — Робін, носій багажу